# Castillo de Nakatsu
Castillo de Nakatsu (中津城 Nakatsu-jō?) es un castillo japonés en la ciudad de Nakatsu en la prefectura de Ōita. Es conocido como uno de los tres mizujiro, o "castillos en el mar", en Japón, con el Castillo Takamatsu en la Prefectura de Kagawa y el Castillo Imabari en la Prefectura de Ehime.

## Historia
La construcción comenzó bajo el gobierno de Daimyō Kuroda Yoshitaka en 1587, cuando Toyotomi Hideyoshi lo nombró gobernador de la región por su ayuda en la Campaña Kyūshū . Yoshitaka fue recompensado con mayores tierras en Fukuoka después de la Batalla de Sekigahara y fue reemplazado por Daimyō Hosokawa Tadaoki, quien completó la construcción.
Tadaoki se mudó al castillo de Kokura, cuando se construyó, y el castillo de Nakatsu fue entregado a su hijo Hosokawa Tadatoshi. El castillo fue tomado por el clan Ogasawara y posteriormente por el clan Okudaira en 1717. Fue abandonado en 1871 después de la Restauración Meiji y la estructura fue destruida en un incendio durante la Rebelión de Satsuma en 1877.
El castillo actual fue construido en 1964 por los descendientes del clan de samuráis Okudaira y se inspiró en el castillo de Hagi.